# Louis Faidherbe
Louis Faidherbe (Lilla, 3 juny 1818 – París, 29 setembre 1889) fou una general i polític francès, governador del Senegal del 1854 al 1861 i entre els principals autors de l'imperi colonial francès a Àfrica.

## Biografia

### Infantesa i formació

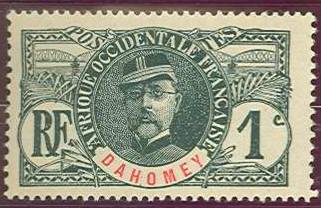
Segell francès amb Faidherbe

Després de diplomar-se a l'École polytechnique, Faidherbe va entrar a l'acadèmia del geni militar el 1840, i tres anys després va ser enviat en Algèria on va restar fins al 1846. Un any després va ser enviat a Guadalupe, on el seu caràcter i els seus mai amagats sentiments republicans el van posar contra els colons i els oficials superiors, tant que el 1849 va ser enviat altre cop a Algèria. Aquí, després haver obtingut el seu primer comandament independent, va rebre elogis i el nomenament com a cavaller de la Legió d'Honor després d'un període de servei a la Kabília.
El 1852 fou traslladat al Senegal en qualitat de director del geni militar. Dos anys després va arribar la promoció a major i el nomenament com a governador de la colònia. Es va mostrar preocupat per la creixent potència del líder islàmic Umar Tal (al-Hadjdj Umar), que amenaçava les fronteres i, per tant, va passar a l'ofensiva: una sèrie de campanyes victorioses (algunes de les quals conduïdes sense l'aprovació del govern de París) li va permetre de derrotar les tribus maures del nord i d'empènyer Umar Tal més enllà del riu Senegal, assegurant-se a més el control del riu i el comerç a canvi de cedit Albreda a Gàmbia. Gràcies a tot això, en el 1861 el Senegal era el centre de les colònies franceses a l'Àfrica occidental.

### Polítiques colonials
Faidherbe va mirar amb respecte i admiració la població africana i les seves tradicions. Contrari a tota forma d'esclavatge, va cercar la millora de les tribus locals sense destruir-les, per donar a França autèntics ciutadans.
El seu objectiu final era fer del Senegal el centre de l'Imperi colonial francès per competir amb els britànics; va fundar Dakar, va encoratjar el desenvolupament de les granges i va posar les arrels d'un posició avançada que va esdevenir la moderna Kaolack.
Després d'un altre període passat a Algèria, Faidherbe va retornar a governar el Senegal el 1863. Va proposar al govern central d'autoritzar expedicions militars a l'est del riu Níger fins a Timbuctu i més enllà, però no va arribar mai l'aprovació a causa de les despeses elevades de l'empresa.

### La tornada a França
El governador va deixar el Senegal el 1865 per tornar a Algèria. Donada la marxa desfavorable de la guerra francoprussiana, va ser reclamat a França i li va ser confiat el comandament de l'exèrcit del Nord el desembre de 1870. Faidherbe va entendre que la situació era desesperada, però va servir de totes maneres la neonata tercera República francesa lluitant a les batalles del Hallue, de Saint-Quentin i de Bapaume.
Acabada la guerra el 1871, els departaments francesos de Pas de Calais, Somme i Nord el van elegir a l'Assemblée nationale, però va dimitir ràpidament a causa del modus operandi antirepublicà aplicat per aquesta. El 1876 va ser derrotat a les eleccions senatorials però va aconseguir ser senador pel districte del Nord el 1879 (un any després va arribar el nomenament de Gran Oficial de la Legió d'Honor), càrrec que va mantenir fins al 1888.
Les fatigues passades a Algèria i el Senegal, on d'altra banda va mantenir alguns negocis continuant exercint una certa influència, unides les penalitats de la campanya contra Prússsia (va perdre la visió d'un ull) el van portar a la mort, que es va produir a París el 29 de setembre de 1889.

## Nota
1. 1 2 3 4  (EN) Louis Faidherbe, a britannica.com.
2. ↑  Marty, Paul. L'Émirat des Trarzas (en francès).  Paris: Ernest Leroux, 1919, p. 112.